# 姑孰
姑孰是中國歷史上的一個地名，位於現今马鞍山市当涂县。姑孰曾为东晋军事要地，桓温就一度驻军于姑孰。境内有姑溪河，沿长江有采石矶，为兵家必争之地，此外還有有石臼湖，盛产螃蟹。